# Gyroporus
Gyroporus is een geslacht van schimmels behorend tot de familie Suillaceae. De typesoort is de Indigoboleet (Gyroporus cyanescens).

## Soorten
Volgens Index Fungorum telt het geslacht 42 soorten (peildatum september 2023):
| Soortnaam                           | Auteur(s)                                         | Publicatiejaar |
| ----------------------------------- | ------------------------------------------------- | -------------- |
| Gyroporus aculifer                  | (Corner) E. Horak                                 | 2011           |
| Gyroporus alboluteus                | Ming Zhang & T.H. Li                              | 2022           |
| Gyroporus alpinus                   | Yan C. Li, C. Huang & Zhu L. Yang                 | 2021           |
| Gyroporus atrocyanescens            | Ming Zhang & T.H. Li                              | 2022           |
| Gyroporus australiensis             | Davoodian, N.A. Fechner & Halling                 | 2018           |
| Gyroporus austrobrasiliensis        | A.C. Magnago & R.M. Silveira                      | 2018           |
| Gyroporus biporus                   | Murrill                                           | 1945           |
| Gyroporus borealis                  | Davoodian, O. Asher, Sturgeon, Ammirati & Delaney | 2020           |
| Gyroporus brunneofloccosus          | T.H. Li, W.Q. Deng & B. Song                      | 2003           |
| Gyroporus brunnescens               | Davoodian, N.A. Fechner & Halling                 | 2018           |
| Gyroporus castaneus (Kaneelboleet)  | (Bull.) Quél.                                     | 1886           |
| Gyroporus cyanescens (Indigoboleet) | (Bull.) Quél.                                     | 1886           |
| Gyroporus earlei                    | Murrill                                           | 1921           |
| Gyroporus flavocyanescens           | Yan C. Li, C. Huang & Zhu L. Yang                 | 2021           |
| Gyroporus fumosiceps                | Murrill                                           | 1943           |
| Gyroporus furvescens                | Davoodian & Halling                               | 2018           |
| Gyroporus heterosporus              | Heinem. & Rammeloo                                | 1951           |
| Gyroporus longicystidiatus          | Nagas. & Hongo                                    | 2001           |
| Gyroporus madagascariensis          | Buyck, O. Asher & Davoodian                       | 2020           |
| Gyroporus malesicus                 | Corner                                            | 1972           |
| Gyroporus mcnabbii                  | Davoodian, Bougher & Halling                      | 2018           |
| Gyroporus microsporus               | (Singer & Grinling) Heinem. & Rammeloo            | 1979           |
| Gyroporus naranjus                  | Davoodian, Bougher, Fechner & Halling             | 2019           |
| Gyroporus occidentalis              | Davoodian, Bougher & Halling                      | 2019           |
| Gyroporus pallidus                  | Ming Zhang & T.H. Li                              | 2022           |
| Gyroporus paralongicystidiatus      | Davoodian                                         | 2018           |
| Gyroporus paramjitii                | K. Das, D. Chakraborty & Vizzini                  | 2017           |
| Gyroporus phaeocyanescens           | Singer & M.H. Ivory                               | 1983           |
| Gyroporus pseudocyanescens          | G. Moreno, Carlavilla, Heykoop, Manjón & Vizzini  | 2017           |
| Gyroporus pseudolacteus             | G. Moreno, Carlavilla, Heykoop, Manjón & Vizzini  | 2016           |
| Gyroporus pseudolongicystidiatus    | Ming Zhang, D.C. Xie & T.H. Li                    | 2022           |
| Gyroporus pseudomicrosporus         | M. Zang                                           | 1986           |
| Gyroporus punctatus                 | Lj.N. Vassiljeva                                  | 1950           |
| Gyroporus purpurinus                | Singer ex Davoodian & Halling                     | 2013           |
| Gyroporus robinsonii                | Davoodian                                         | 2019           |
| Gyroporus roseialbus                | Murrill                                           | 1938           |
| Gyroporus setigerus                 | (Corner) E. Horak                                 | 2011           |
| Gyroporus smithii                   | Davoodian                                         | 2020           |
| Gyroporus subalbellus               | Murrill                                           | 1910           |
| Gyroporus subcaerulescens           | Ming Zhang & T.H. Li                              | 2022           |
| Gyroporus tuberculatosporus         | M. Zang                                           | 1996           |
| Gyroporus violaceotinctus           | (Watling) Blanco-Dios                             | 2018           |